# Höchsten
Der Höchsten (im Dialekt /høkʃtə/) ist mit 842,6 m ü. NHN die höchste Erhebung Oberschwabens und des Linzgaus, außerdem die höchste nicht zur Schwäbischen Alb gehörende Erhebung im Landkreis Sigmaringen, die höchste im Bodenseekreis und die höchste zwischen den Hegauvulkanen und dem Allgäu.

## Geographie

### Geographische Lage
Der Höchsten liegt auf der Grenze zwischen dem Bodenseekreis mit der Gemeinde Deggenhausertal im Süden und dem Landkreis Sigmaringen mit der Gemeinde Illmensee im Norden. Auch die Gemeinde Wilhelmsdorf im Landkreis Ravensburg hat Anteile am Berg. Auf dem Höhenrücken liegen die zu Illmensee gehörende Ortschaft Glashütten und der zu Deggenhausertal gehörende Weiler Rubacker.

### Wasserscheide
Über den Höchsten verläuft die Rhein-Donau-Wasserscheide, die ein Teil der europäischen Hauptwasserscheide ist. Alle Bäche, die vom Berg in Richtung Norden verlaufen, erreichen über den Andelsbach und die Ablach die Donau und damit das Schwarze Meer. Dementgegen fließen erstens die nach Süden und Westen strebenden Fließgewässer über die Deggenhauser Aach und die in Richtung Südwesten verlaufende Linzer Aach (Hintere Aach) sowie zweitens die anfangs nach Osten fließenden Bäche über die in Richtung Süden fließende Rotach jeweils in den Bodensee, damit in den Rhein und schließlich in die Nordsee.

## Klima
Das Klima auf dem Höchsten ist bedingt durch die Höhe und die exponierte Lage deutlich rauer als in den vergleichsweise milden Bedingungen in den Tälern von Deggenhauser Aach und Rotach.

## Flora
Der Höchsten ist eine der wenigen Erhebungen im Alpenvorland, die während der letzten Kaltzeit (Würmkaltzeit) nicht vollständig von Gletschern überdeckt waren. Auch deshalb haben noch Reste alpiner Vegetation überlebt. Durch die Kulturlandschaft Oberschwabens und deren landwirtschaftliche Bewirtschaftung wurden diese bis auf zum Teil wenige Quadratmeter zurückgedrängt.

## Tourismus und Sport
Der Blick auf den Bodensee und die Alpen macht den Höchsten zu einem beliebten Ausflugsziel. Speziell im Spätherbst und Frühjahr wird er von den Bewohnern der oft unter dem Nebel liegenden Niederungen des Bodensees genutzt. Vom Wilhelmsdorfer Ortsteil Zußdorf führt ein fünf Kilometer langer Wanderweg durch den Bettenreuter Wald auf den Höchsten.
Seit 2015 wird vom Deutschen Windhundzucht- und Rennverband jeweils am ersten Oktoberwochenende ein Coursing auf einer Wiese unterhalb des Aussichtspunkts Höchsten veranstaltet. Im Jahr 2017 nahmen an diesem Wettbewerb 120 Windhunde teil.

### Radsport
Am Höchsten befand sich Deutschlands erste permanente Bergrennstrecke für Radsportler. Der vom Freundeskreis Uphill initiierte Stoppomat stand bis 2021 auf dem Gemeindeparkplatz Schönemühle bei Urnau. Seit dem Jahr 2006 nutzten etwa 22.000 Mal Radsportler und Läufer die Stoppomat-Anlagen jährlich. Den Streckenrekord hält der Profi Jörg Ludewig vom Team Wiesenhof.
Am 23. Juli 2011 und 21. Juli 2012 trug der FkU e. V. die Deutschen Bergmeisterschaften des Bund Deutscher Radfahrer (BDR) aus. Dabei wurde in 2011 24 mal eine Fahrzeit unterhalb von 16 Minuten ausgefahren. Die schnellste jemals gefahrene Zeit liegt bei 14:47 Minuten.

### Wintersport
Wintersport kann in Form von Langlauf auf verschiedenen Loipen betrieben werden. Aufgrund der topographischen Lage gehören sie seit rund 30 Jahren zu den abwechslungsreichsten in der Region. Insgesamt haben die Langlaufloipen am Höchsten eine Länge von 21 Kilometern in vier Schleifen. Hinzu kommt noch eine Übungsschleife mit einer Länge von einem Kilometer.
Startpunkte gibt es in Oberhomberg, Limpach, Glashütte, dem Berggasthof Höchsten und am Aussichtspunkt Höchsten. Die Strecke Homberg–Limpach ist die Route mit den meisten Höhenmetern. Bei gutem Wetter und entsprechender Schneelage kommt eine Panorama-Route hinzu, die auf vier Kilometern Länge zu den aussichtsreichsten in Richtung Bodensee gehört. Die Loipen haben wegen der pulvrigen Schneekonsistenz zuweilen Bodenkontakt, und auf den Hochflächen kommt es vereinzelt zu Verwehungen. Aufgrund der geographischen Lage wird für das Spurenziehen ein Schneemobil mit angehängtem Spurgerät verwendet, das die Gemeinden Illmensee und Deggenhausertal, der Förderverein Deggenhausertal und die Tourismusgemeinschaft Gehrenberg-Bodensee finanziert haben.

## Mundartgrenze

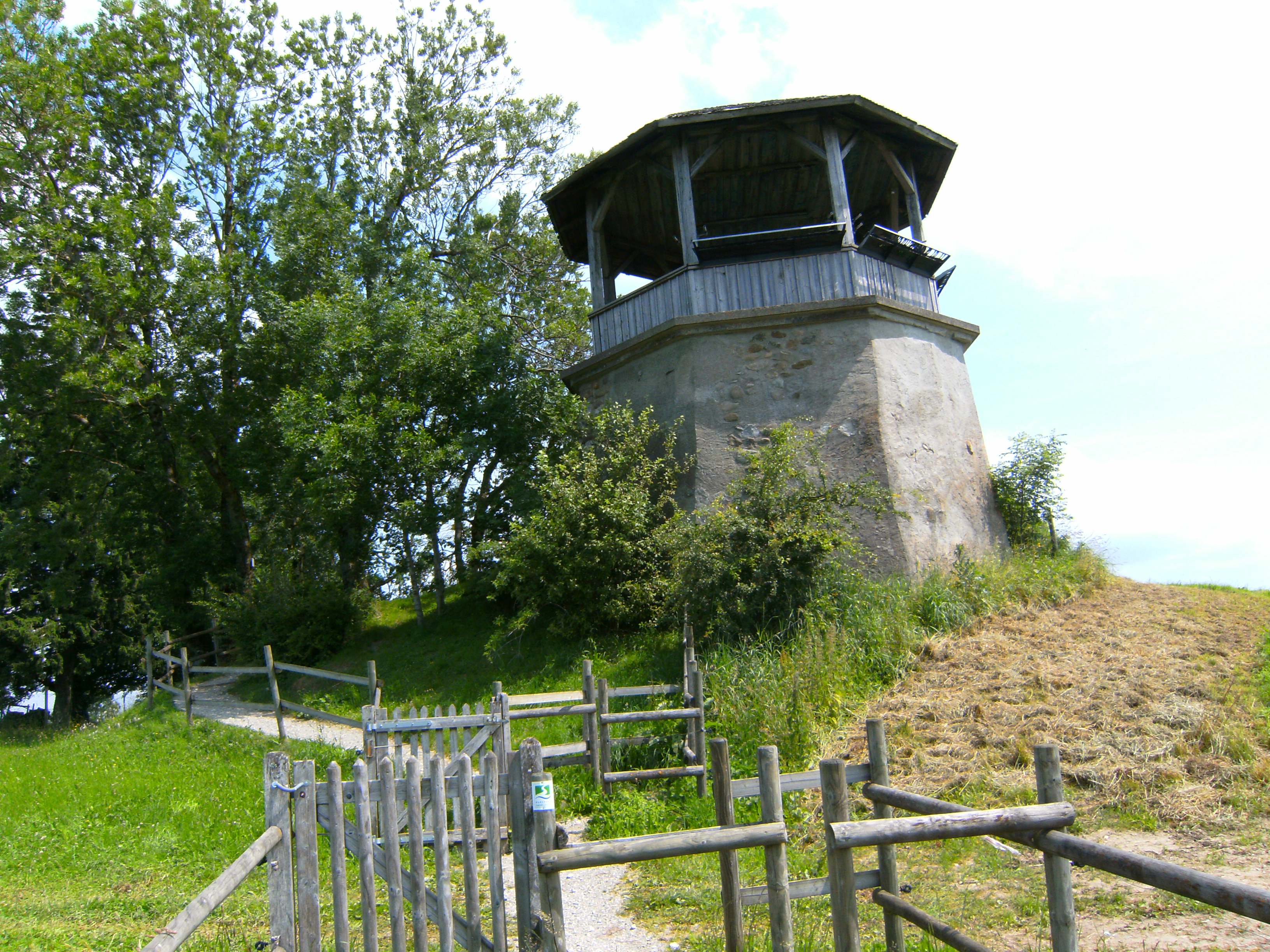
Aussichtspavillon im Gipfelbereich

Bodenseealemannisch wird südlich, Schwäbisch nördlich des Höchsten gesprochen. Der Berggasthof Höchsten unterhält rund um den Aussichtspavillon den schwäbisch-alemannischen Mundartweg mit Prominentenpfad. Auf Schautafeln können sich die Wanderer über die Sprachgrenze informieren und schwäbische bzw. alemannische Begriffe und Redewendungen kennenlernen. Zudem finden sich auf dem Rundweg die Fußabdrücke von Erwin Teufel und anderen Prominenten in Beton. Der Mundartweg wird auch im Winter möglichst frei gehalten.

## Sender Ravensburg
Auf dem Höchsten befindet sich der 171 Meter hohe Sender Ravensburg.

## Sehenswertes
- Auf dem Gipfel des Höchsten steht eine Skulptur des von dem Kunstschmied Peter Klink aus Denkingen realisierten Wasserscheidenprojekts.
- Auf den Nordwest-Ausläufern des Höchsten, an der Abbruchkante zum Deggenhauser Tal, befinden sich die langgestreckten Rappenfelsen.
- Pavillon: Etwas südlich der höchsten Stelle des Höchsten steht ein Aussichtspavillon. Eine 2007 installierte Panoramatafel dient dazu, sich im Alpenvorland und Alpenpanorama zurechtzufinden.
- In der nahe gelegenen katholischen Pfarrkirche von Oberhomberg ist ein Kreuzweg des Malers Clemens Hillebrand zu sehen, der in einem Tafelbild in der Landschaft vor dem Höchsten, mit Blick vom Aussichtspavillon auf den Bodensee und das Alpenpanorama dargestellt ist.
- In der Kapelle auf dem Höchsten wird regelmäßig der Fernsehgottesdienst „Stunde des Höchsten“ aufgezeichnet. Die Kapelle ist ganzjährig zum stillen Gebet und nach Absprache auch  für Veranstaltungen geöffnet. Außerdem finden hier die ZAGO-Mitarbeitergottesdienste der Zieglerschen statt.

## Trivia
Ein Kapitel in Martin Walsers Bestseller-Novelle Ein fliehendes Pferd spielt auf dem Höchsten, wohin zwei am Bodensee urlaubende Paare einen Wanderausflug unternehmen. Dabei spottet einer der Protagonisten über den Namen des Berges: „Der Höchste, der Höchste, wir sind auf dem Höchsten, also diesen Berg würde ich einfach den Allerhöchsten taufen.“ Die Schlüsselszene mit dem fliehenden Pferd lässt Walser in dem Höchsten-Kapitel im unterhalb des Höchsten liegenden Unterhomberg spielen.